# Green Bay (jezioro Michigan)
Green Bay – zatoka jeziora Michigan, położona wzdłuż południowo-zachodnich wybrzeży  na Półwyspu Górnego stanu Michigan i wschodnich wybrzeży Wisconsin. Od reszty jeziora oddziela ją półwysep Door w Wisconsin, półwysep Garden w Michigan i łańcuch wysepek pomiędzy nimi. Wszystkie powstały na skutek wypiętrzenia niagaryjskiego. Green Bay rozciąga się na długości około 190 km, przy szerokości od 16 do 32 km. Jej powierzchnia wynosi 480 km².
Na południowym krańcu zatoki, w miejscu ujścia Fox River, leży miasto Green Bay. Lokalnie, by wyraźnie wyjaśnić o co chodzi, zatokę czasami określa się mianem Bay of Green Bay. Jest to zatoka głębokowodna, dostępna dla dużych statków.
Na francuskich mapach z XVII i XVIII wieku bywa nazywana Baie des Puants (dosłownie "Zatoką Śmierdzieli"). Przypuszczalnie nazwa ta wiązała się z nieprzyjemną wonią alg rozkładających się w miesiącach letnich, ale według niektórych przekazów, taką obraźliwą nazwą indiańscy przewodnicy Francuzów nazywali mieszkające nad zatoką plemiona (zwłaszcza Winebagów).